# Huancavelica
|  | Aquest article tracta sobre la ciutat. Si cerqueu l'antic departament i actual regió, vegeu «Regió de Huancavelica». |

Huancavelica és una ciutat del Perú, capital de la Regió de Huancavelica. En èpoques preincaiques, Huancavelica fou coneguda com la regió del Wancawilka, o l'indret on residien els nets dels Wankas. El nom de Huancavelica s'atribueix a una dona anomenada Bélica, ja que quan els indígenes de la zona la cridaven, ho feien dient "la Huanca Bélica".
Fou fundada el 5 d'agost de 1572 pel Virrei Francisco de Toledo amb el nom de Villa Rica de Oropesa (aquest últim, poble natal del colonialista, situat a la província de Toledo, Castella-la Manxa). En temps de la Colònia espanyola fou famosa per la Mina de Santa Bàrbara, d'on s'extreia principalment el mercuri o "azoque", mineral necessari per a la purificació de la plata, el principal mineral de les colònies espanyoles.
Actualment, és una de les ciutats amb un major índex de pobresa del país, i està ciutat en una regió força mal comunicada de la zona central dels Andes peruans.